# 3059 Pryor
3059 Pryor este un asteroid din centura principală, descoperit pe 3 martie 1981 de Schelte Bus.